# The Past of Mary Holmes
Pour plus de détails, voir Fiche technique et Distribution.
The Past of Mary Holmes est un film américain réalisé par Harlan Thompson et Slavko Vorkapich (en)  sorti en 1933.

## Fiche technique
- Titre original : The Past of Mary Holmes
- Réalisation : Harlan Thompson et Slavko Vorkapich (en)
- Scénario : Marion Dix et Edward Doherty d'après l'histoire The Goose Woman de Edward Doherty
- Photographie : Charles Rosher
- Montage :  Charles L. Kimball (en)
- Musique : Max Steiner (non crédité)
- Direction artistique : Van Nest Polglase
- Décorateur de plateau : Alfred Herman
- Costumes : Walter Plunkett
- Production : Bartlett Cormack (en) producteur associé et Edward Doherty producteur exécutif
- Société de production et de distribution : RKO Radio Pictures
- Pays de production :  États-Unis
- Langue : anglais
- Genre : drame
- Format : Noir et blanc - 35 mm - 1,37:1 - Son : mono (RCA Photophone System)
- Durée : 70 minutes
- Date de sortie :
  - États-Unis : 20 janvier 1933

## Distribution
- Helen MacKellar : Mary Holmes
- Eric Linden : Geoffrey Holmes
- Jean Arthur : Joan Hoyt
- Richard 'Skeets' Gallagher : Ben Pratt
- Ivan F. Simpson : Jacob Riggs
- Clay Clement : G. K. Ethridge
- J. Carrol Naish : Gary Kent
- Roscoe Ates : Bill-poster Klondike
- Rochelle Hudson : Betty
- John Sheehan : Tom Kincaid
- Franklin Parker : Brooks
- Edward J. Nugent : Flanagan
- Jane Darwell